# Коваленко Богдан Русланович
Богдан Русланович Коваленко (нар. 24 квітня 1997) — український футболіст, лівий вінгер іспанської «Колунги».

## Клубна кар'єра
У дитячо-юнацькій футбольній лізі України виступав за київський «Арсенал» і донецький «Шахтар» з 2012 року по 2014 рік, зіграв у понад 60 матчах.
Першу частину сезону 2014/15 виступав за «Шахтар» в юнацькому чемпіонаті України. Зіграв у двох матчах у рамках юнацької ліги УЄФА. Взимку 2015 року перейшов у «Шахтар-3». Дебют у другій лізі чемпіонату України відбувся 29 березня 2015 року в грі проти стрийської «Скали» (2:5). Всього за третю команду «гірників» провів шість поєдинків, після чого покинув команду.
З квітня 2017 року виступав за «Чайку» з Петропавлівської Борщагівки. Разом з командою посів друге місце в аматорському чемпіонаті та став переможцем аматорського Кубка України.
У серпні 2017 року став гравцем кіпрської команди «Пафос». Дебютував за нову команду 10 вересня того ж року в нічийному (1:1) домащньому поєдинку 3-о туру Першого дивізіону проти «Алкі Орокліні». Богдан вийшов на поле на 59-й хвилині, замінивши Андреаса Ставру. За півроку зіграв в одинадцяти поєдинках чемпіонату Кіпру і одному в рамках Кубка Кіпру.
У березні 2018 року підписав контракт з латвійською «Ригою». Дебютував за стоичну команду 29 квітня того ж року в програному (0:1) виїзному поєдинку 5-о туру Вірсліги проти «Вентспілса». Коваленко вийшов на поле на 70-й хвилині, замінивши Мілана Вушуровича. У вищій лізі Латвії за «Ригу» зіграв 8 матчів.
Сезон 2019 року розпочав у «Даугавпілсі», за який дебютував 9 березня 2019 року в переможному (1:0) домашньому поєдинку 1-о туру Вірсліги проти «Метти / ЛУ». Коваленко вийшов на поле на 60-й хвилині, замінивши Марсіу.
Улітку 2019 року перейшов до одеського «Чорноморця». У грудні 2019 року покинув одеський клуб.

## Кар'єра в збірній
Виступав за юнацьку збірну України U-17 під керівництвом Олега Кузнецова. У січні 2013 року брав участь в Кубку Егейського моря, який проходив у Туреччині.

## Досягнення
«Шахтар U-19»
- Чемпіонат U-19 України
  -  Чемпіон (1): 2014/15

- Юнацька ліга УЄФА
  -  Фіналіст (1): 2014/15

«Рига»
- Вірсліга
  -  Чемпіон (1): 2018

- Кубок Латвії
  -  Володар (1): 2018